# Uspenka, Berezivka
Uspenka (în ucraineană Успенка) este un sat în comunei Striukove din raionul Berezivka, regiunea Odesa, Ucraina.

## Demografie
Componența lingvistică a localității Uspenka
     Ucraineană (100%)
Conform recensământului din 2001, toată populația localității Uspenka era vorbitoare de ucraineană (100%).